# Манятин
Манятин (укр. Манятин) — село в Славутском районе Хмельницкой области Украины.
Население по переписи 2001 года составляло 520 человек. Почтовый индекс — 30086. Телефонный код — 3842. Занимает площадь 1,91 км². Код КОАТУУ — 6823985101.

## Местный совет
30086, Хмельницкая обл., Славутский р-н, с. Манятин